# Marie von Hessen-Darmstadt (1874–1878)

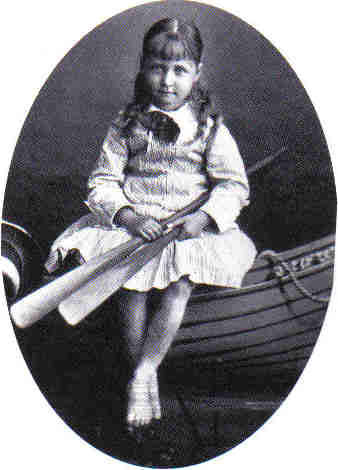
Prinzessin Marie im Jahr 1878

Prinzessin Marie Viktoria Feodore Leopoldine von Hessen und bei Rhein (* 24. Mai 1874 im Neuen Palais in Darmstadt; † 16. November 1878 ebenda) war die jüngste Tochter von Prinzessin Alice von Großbritannien und Ludwig IV., dem Großherzog von Hessen und bei Rhein. Ihre Mutter war die zweite Tochter der britischen Königin Victoria und Prinz Albert von Sachsen-Coburg-Gotha.
Sie starb im Alter von nur vier Jahren an Diphtherie und wurde mit ihrer Mutter, die nur wenige Wochen später an der gleichen Krankheit starb, begraben. 1910 wurden die sterblichen Überreste von  Prinzessin Marie und Großherzogin Alice in das eben erst fertiggestellte Neue Mausoleum der großherzoglichen Familie im Park Rosenhöhe in Darmstadt überführt.

## Leben
Sie hatte sechs ältere Geschwister, Viktoria, Elisabeth, Irene, Ernst, Friedrich (der ein Jahr vor ihrer Geburt bei einem Fenstersturz ums Leben kam) und Alix.
Als sie noch ein Baby war, bemerkte ihre Mutter in einem Brief, dass Marie sehr große Ähnlichkeit mit ihrem toten Bruder Friedrich hatte und helle Haut, hellbraune Haare und tiefblaue Augen hatte. Als sie älter wurde, lächelte sie häufig und erinnerte Alice stark an Maries älteste Schwester Viktoria. Marie und ihre Schwester Alix, die zwei Jahre älter war, ähnelten sich dagegen fast kaum und bildeten einen ziemlichen Kontrast zueinander.
Von ihrer Familie wurde Marie „May“ gerufen.

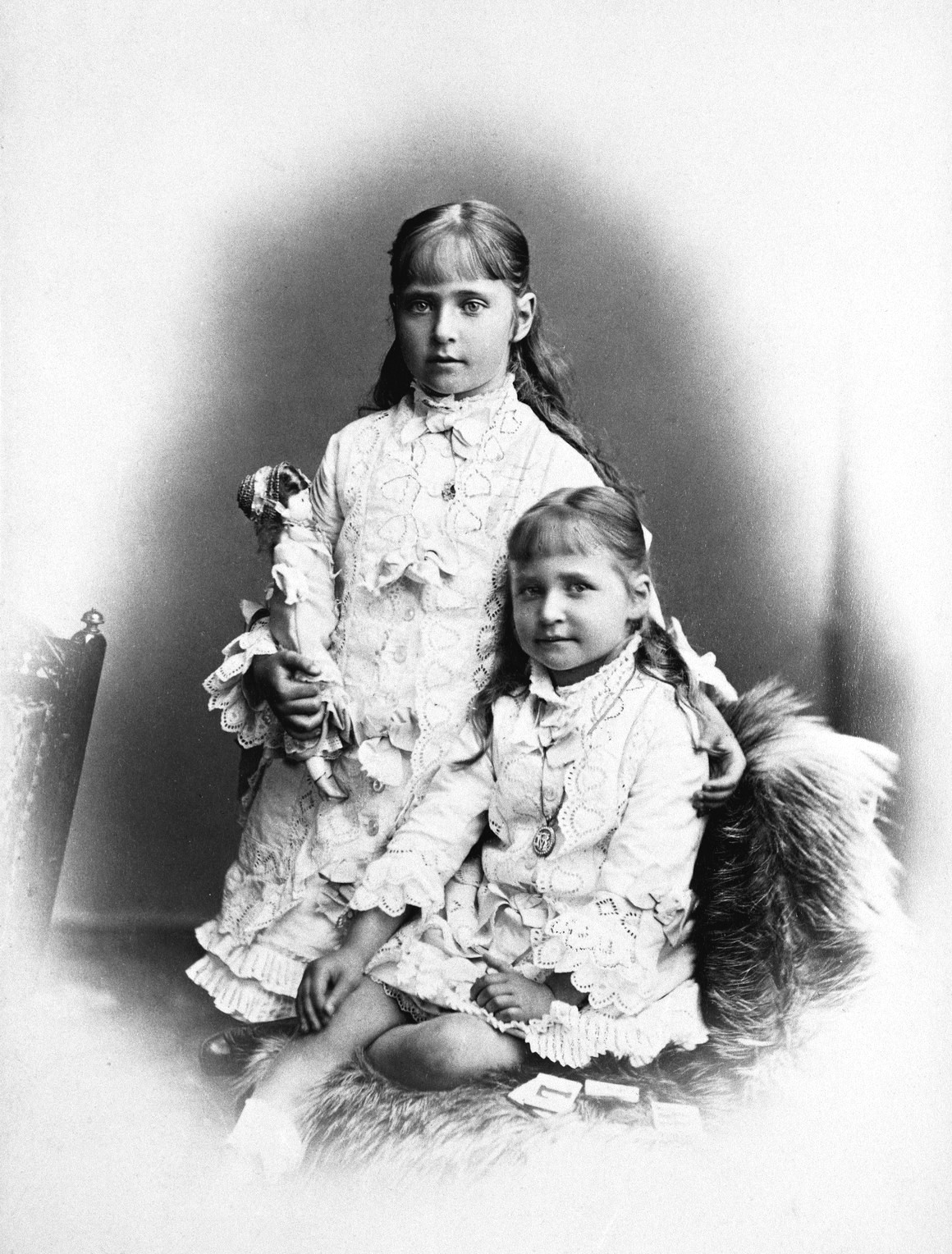
Marie (rechts) und ihre Schwester Alix

Trotz der Unterschiede der beiden Schwestern war Alix ihre ständige Begleiterin. Die beiden Mädchen waren sogar gleich gekleidet. Als die Familie im Sommer 1877 einen Ausflug ans Meer genoss, bereiteten die zwei jüngsten Mädchen ihrer Mutter so viel Freude, dass Alice Fotos an ihre Mutter Victoria schickte und dazu schrieb, dass „die beiden kleinen Mädchen so süß, so lieb, fröhlich und nett sind, dass sie gar nicht wisse, welche am liebsten ist“.

## Familientragödie
Im Jahre 1878 stieß der großherzoglichen Familie ein großes Unglück zu. Als Maries Schwester Viktoria die Szene später beschrieb, sagte sie, dass sie am Abend des 5. Novembers, als sich die Familie versammelt hatte, einen steifen Hals bekam. Viktoria berichtete die Symptome ihrer Mutter, die dachte, es könnte Mumps sein. Viktoria fühlte sich aber noch gut genug, um Alice im Wunderland zu lesen. Während sich ihre Mutter in der Nähe mit ihrer Freundin Katie Macbean unterhielt, sprang Marie auf und fragte ihre Mutter, ob sie noch mehr Kuchen essen dürfe. Ihre Geschwister baten Miss Macbean, für sie Klavier zu spielen, sodass sie tanzen konnten. Sie tanzten eine halbe Stunde lang und gingen mit Hochstimmung zu Bett.
Am nächsten Morgen wurde bei Viktoria Diphtherie diagnostiziert, und sechs Tage später auch bei der sechsjährigen Alix. Prinzessin Alice ließ ein Dampfinhalationsgerät in ihr Zimmer bringen, um zu verhindern, dass die schwerkranke Alix erstickte. Stunden später lief Prinzessin Marie in das Zimmer ihrer Mutter, kroch ins Bett und küsste sie.
Am Nachmittag traten bei Marie ebenfalls die Symptome der Krankheit und hohes Fieber auf. Weiße Flecken und eine weiße Membran bedeckten die Rückseite ihrer Kehle.
Am nächsten Tag wurde auch noch ihre Schwester Irene krank und am 14. November erkrankten auch ihr Bruder Ernst und ihr Vater. Elisabeth war das einzige Kind, das sich nicht ansteckte, da sie zu ihrer Großmutter väterlicherseits geschickt wurde. Alice und die Ärzte pflegten die Familie rund um die Uhr. Am Morgen des 16. Novembers 1878 erstickte Marie aufgrund der Membran in ihrem Hals. Die zutiefst traurige Alice hielt den Körper ihrer Tochter und küsste Maries Gesicht und ihre Hände. Sie beobachtete, wie Maries Sarg auf Rädern zum Mausoleum der Familie gebracht wurde.
Alice verbarg Maries Tod wochenlang vor ihren anderen kranken Kindern, die nach ihr gefragt hatten und ihrer kleinen Schwester Spielzeug bringen wollten. Anfang Dezember wurde den anderen Kindern schließlich auch erzählt, dass Marie gestorben war. Der zehnjährige Ernst glaubte die Nachricht zunächst nicht und brach dann in Tränen aus. Seine Mutter umarmte und küsste ihn, trotz der Gefahr der Infektion. Am 7. Dezember erkrankte Alice selbst an Diphtherie. Sie starb am Morgen des 14. Dezembers. Die anderen Kinder überlebten die Krankheit.
Alice wurde neben Marie beigesetzt. Eine Statue von Joseph Boehm, die Marie in den Armen ihrer Mutter zeigt, wurde neben dem Grab aufgestellt.